# 6 de maio
6 de maio é o 126.º dia do ano no calendário gregoriano (127.º em anos bissextos). Faltam 239 dias para acabar o ano.

## Eventos históricos

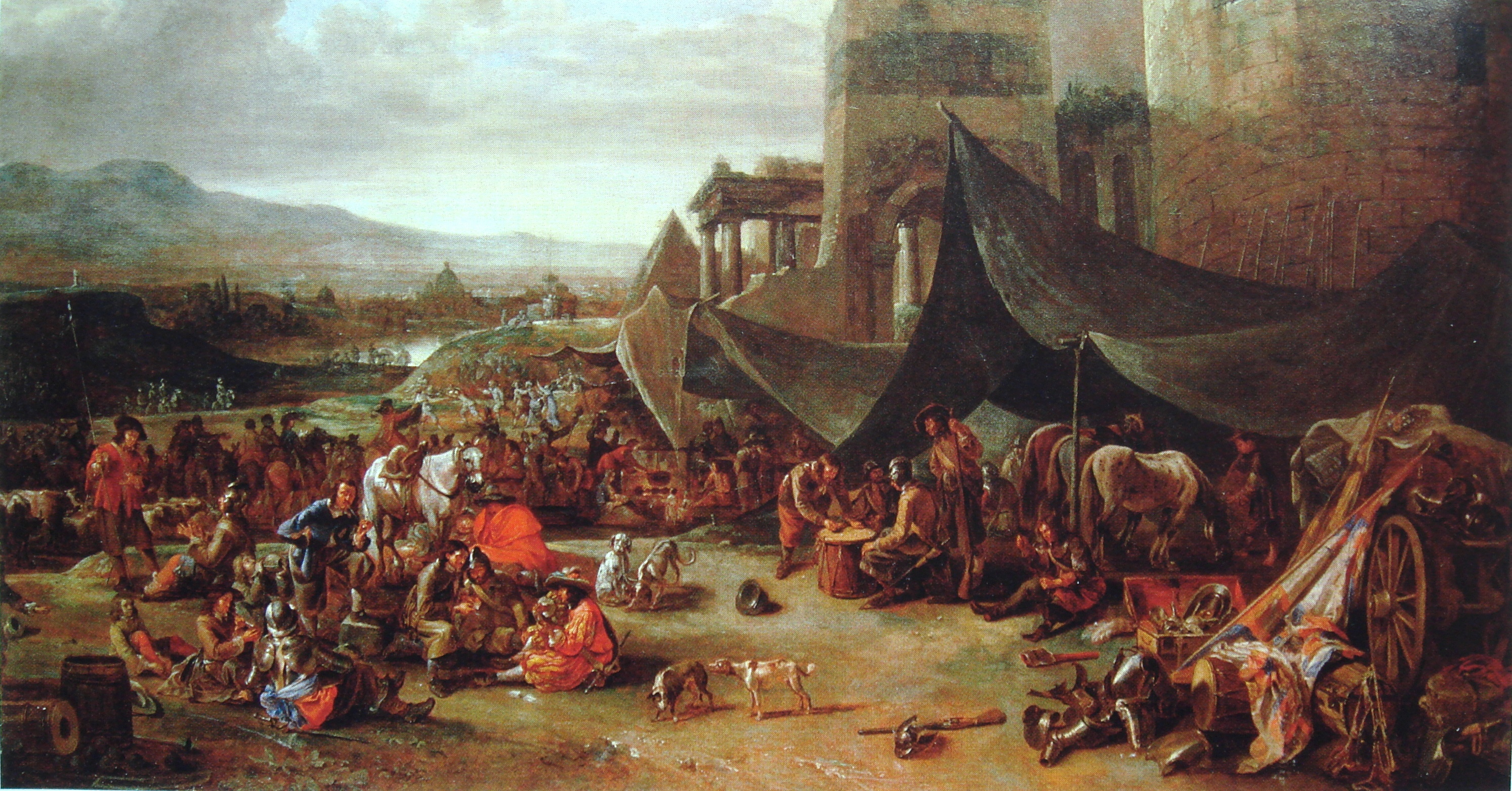
1527: Saque de Roma

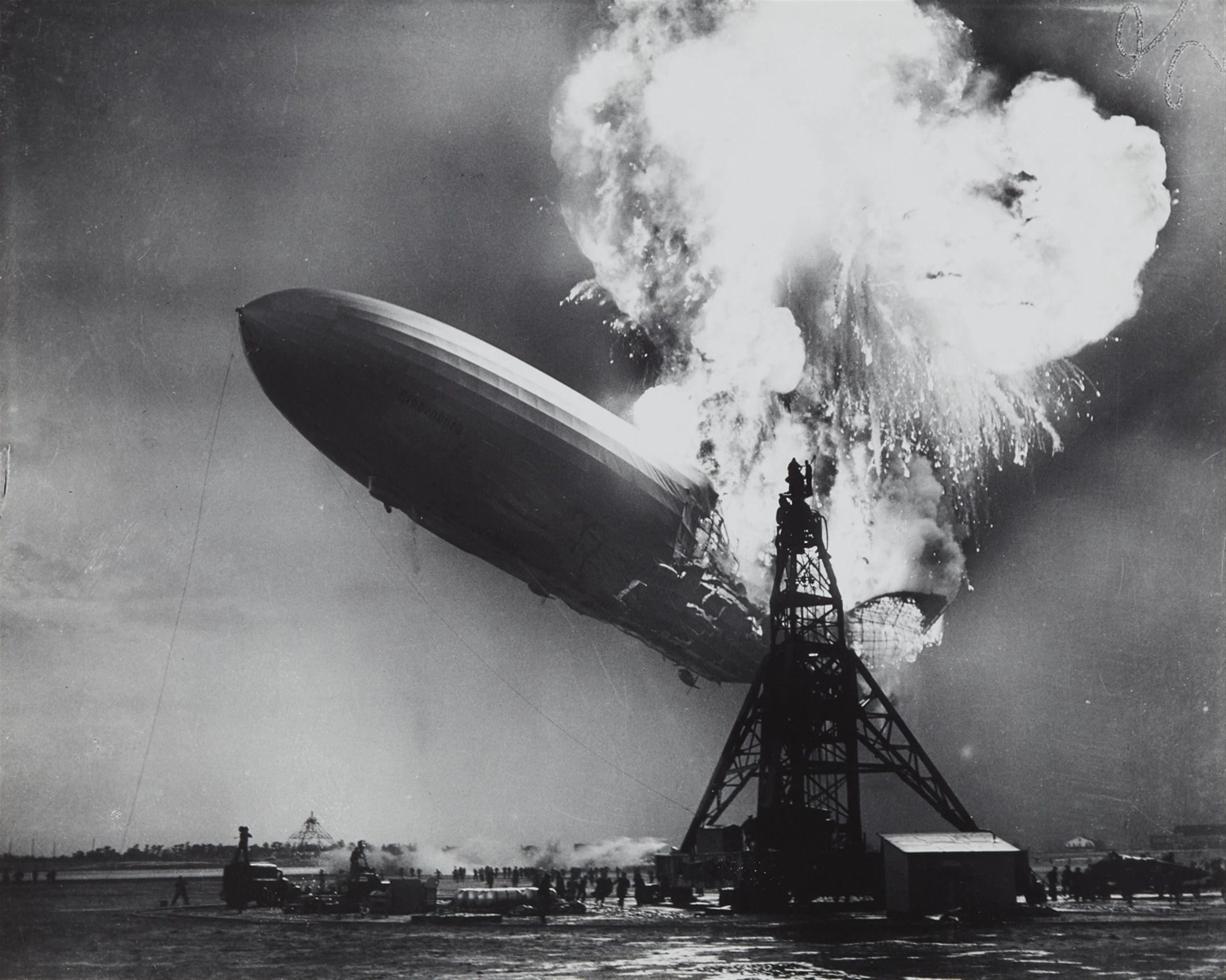
1937: Desastre do Hindenburg

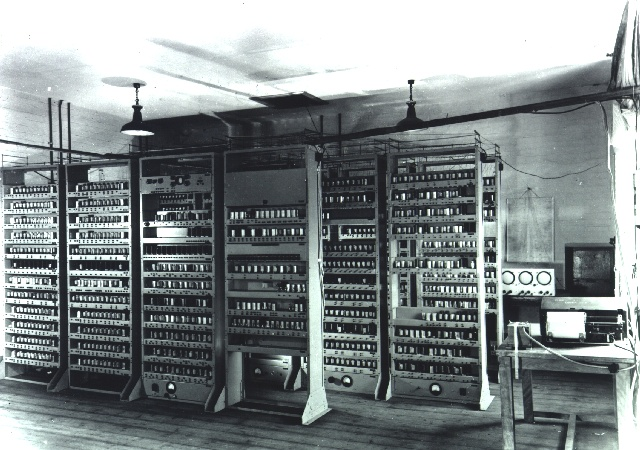
EDSAC

- 1527 — Tropas espanholas e alemãs saqueiam Roma.
- 1536 — Começa o Cerco de Cusco, no qual as forças incas tentam retomar a cidade de Cusco dos espanhóis.
- 1541 — Reforma Anglicana: O rei Henrique VIII de Inglaterra ordena que Bíblias em inglês sejam colocadas em todas as igrejas. Em 1539, a Grande Bíblia seria fornecida para esse fim.
- 1542 — Francisco Xavier chega a Goa para evangelizar, atendendo solicitação do rei João III de Portugal.
- 1594 — A cidade holandesa de Coevorden, mantida pelos espanhóis, cai para uma força holandesa e inglesa.[1]
- 1659 — Restauração inglesa: uma facção do exército remove Richard Cromwell do cargo de Lorde Protetor da Inglaterra, Escócia e Gales e reinstala o parlamento.
- 1682 — Luís XIV da França transfere sua corte para o Palácio de Versalhes.
- 1757
  - Batalha de Praga: um exército prussiano luta contra um exército austríaco em Praga durante a Guerra dos Sete Anos.
  - Término da Guerra Konbaung-Hanthawaddy e fim da Guerra Civil birmanesa (1740-1757).
- 1782 — Início da construção do Grande Palácio, a residência real do rei do Sião (hoje Tailândia) em Banguecoque, sob o comando do rei Buda Yodfa Chulaloke.
- 1801 — O capitão Thomas Cochrane no HMS Speedy de 14 canhões captura a fragata espanhola de 32 canhões El Gamo.
- 1826 — A Assembleia Geral do Império do Brasil (atual Congresso Nacional da República Federativa do Brasil) tem sua sessão de abertura da primeira legislatura no Rio de Janeiro.
- 1857 — A Companhia das Índias Orientais dissolve o 34º Regimento de Infantaria Nativa de Bengala, cujo Sipai Mangal Pandey havia se revoltado anteriormente contra os britânicos buscando a independência da Índia.
- 1863 — Guerra Civil Americana: término da Batalha de Chancellorsville com a derrota dos legalistas do Exército do Potomac pelas tropas confederadas separatistas.
- 1877 — O chefe indígena Cavalo Louco dos Oglala Lakota se rende às tropas dos Estados Unidos no estado estadunidense de Nebrasca.
- 1889
  - A Torre Eiffel é oficialmente aberta ao público durante a Exposição Universal em Paris.
  - Criação do Colégio Militar do Rio de Janeiro.
- 1906 — A Constituição Russa de 1906 é adotada (em 23 de abril pelo calendário juliano).
- 1910 — Jorge V torna-se rei da Grã-Bretanha, Irlanda e muitos territórios ultramarinos, com a morte de seu pai, Eduardo VII.
- 1915 — Expedição Imperial Transantártica: o SY Aurora se soltou de seu ancoradouro durante um vendaval, iniciando uma provação de 312 dias.[2]
- 1926 — O Palácio Tiradentes foi inaugurado na cidade do Rio de Janeiro, que já foi sede da Câmara dos Deputados do Brasil, entre 1926 e 1960, da Assembleia Legislativa do Estado da Guanabara antes da fusão com o estado do Rio de Janeiro, entre 1960 e 1975 e da Assembleia Legislativa do Estado do Rio de Janeiro, entre 1975 e 2021.
- 1935 — New Deal: a Ordem Executiva 7034 cria a Works Progress Administration.
- 1937 — Desastre do Hindenburg: o zepelim alemão Hindenburg pega fogo e é destruído em menos de um minuto ao tentar pousar em Lakehurst, Nova Jérsei, causando trinta e seis mortes.
- 1940 — John Steinbeck recebe o Prêmio Pulitzer pelo romance As Vinhas da Ira.
- 1941
  - No March Field da Califórnia, Bob Hope realiza seu primeiro show USO.
  - Realização do primeiro voo do Republic P-47 Thunderbolt.
- 1942 — Segunda Guerra Mundial: em Corregidor, as últimas forças americanas nas Filipinas se rendem aos japoneses.
- 1945 — Segunda Guerra Mundial: começa a ofensiva de Praga, a última grande batalha na Frente Oriental.
- 1954 — Roger Bannister torna-se a primeira pessoa a correr a milha em menos de quatro minutos.
- 1949 — EDSAC, o primeiro computador eletrônico digital com armazenamento de programas, executa sua primeira operação.
- 1960 — Mais de 20 milhões de telespectadores assistem ao primeiro casamento real televisionado quando a princesa Margaret se casa com Anthony Armstrong-Jones na Abadia de Westminster.
- 1975 — Cerca de 100 000 armênios se reúnem em Beirute para as comemorações do 60º aniversário do genocídio armênio.[3]
- 1976 — Um sismo atinge a região de Friul no nordeste da Itália, causando 989 mortes e a destruição de aldeias inteiras.
- 1983 — Os Diários de Hitler são revelados como uma farsa após serem examinados por novos especialistas.
- 1994 — Inauguração do Eurotúnel no Canal da Mancha.
- 1997 — A maior mineradora estatal do Brasil, Companhia Vale do Rio Doce, é privatizada.[4]
- 1998 — Steve Jobs da Apple Inc. revela o primeiro iMac.[5]
- 1999 — Realizam-se as primeiras eleições para o Parlamento da Escócia e a Assembleia Nacional do País de Gales.
- 2001 — Durante uma viagem à Síria, o Papa João Paulo II se torna o primeiro papa a entrar em uma mesquita.
- 2010 — Em apenas 36 minutos, o índice Dow-Jones despencou quase 1 000 pontos no que é conhecido como o Flash Crash de 2010.
- 2013 — Três mulheres desaparecidas por mais de uma década são encontradas vivas na cidade americana de Cleveland.
- 2020 — Astrônomos anunciam a descoberta do primeiro buraco negro localizado em um sistema estelar visível a olho nu.[6]
- 2023 — O Rei Carlos III é coroado na Abadia de Westminster, em Londres.
- 2025 — A Índia lança ataques com mísseis em várias cidades no Paquistão.

## Nascimentos

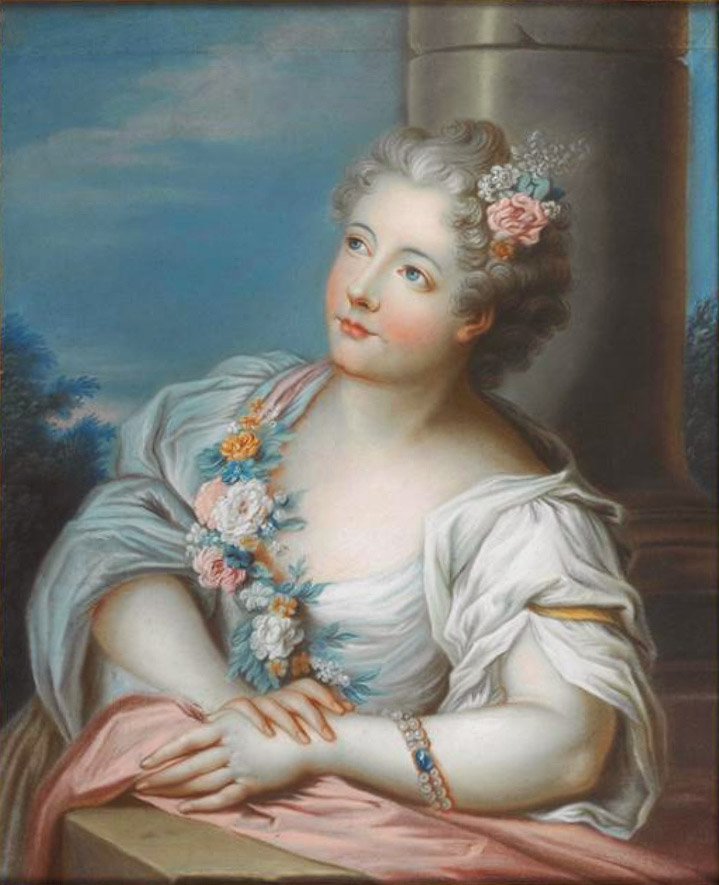
Maria Vitória de Noailles

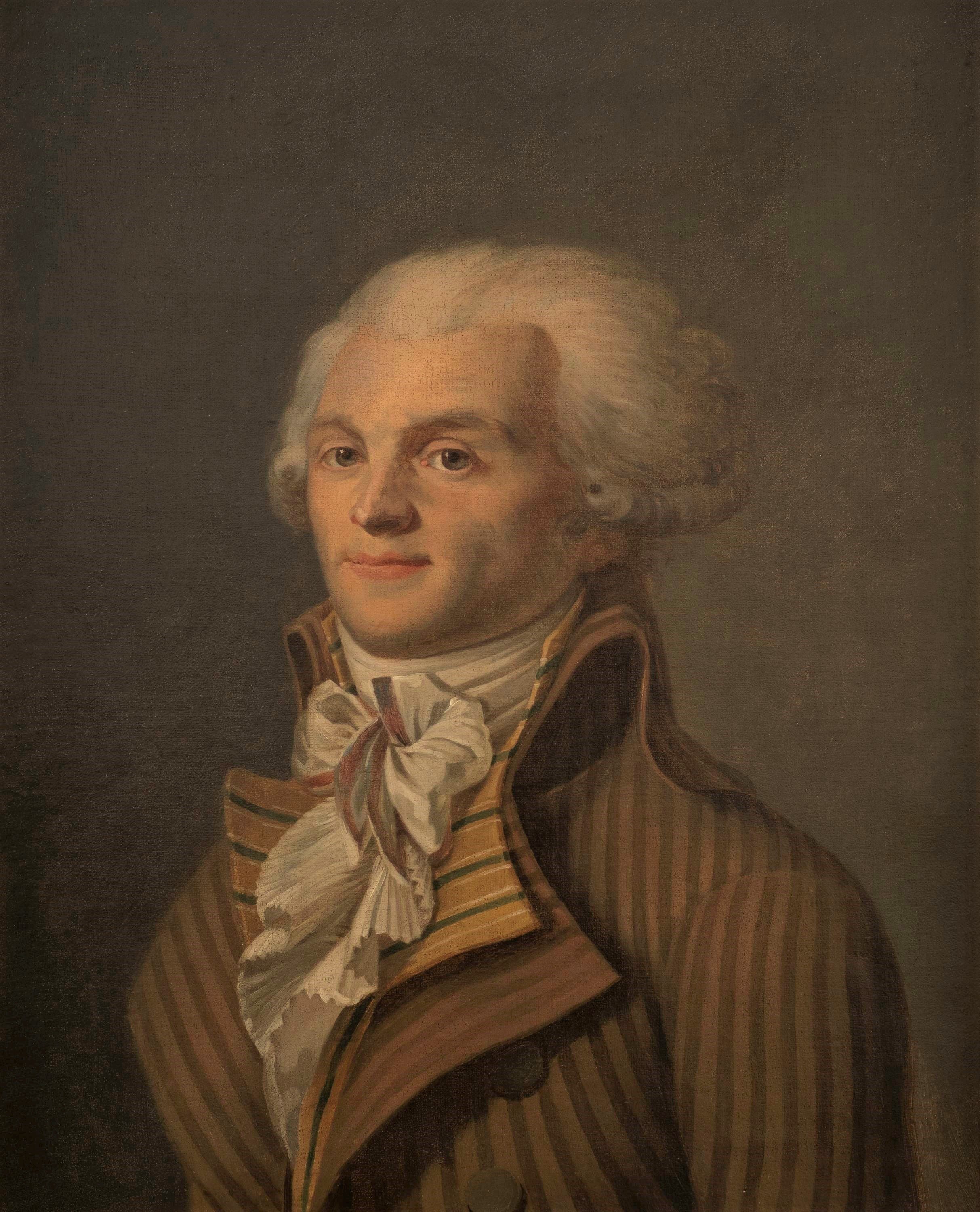
Maximilien de Robespierre

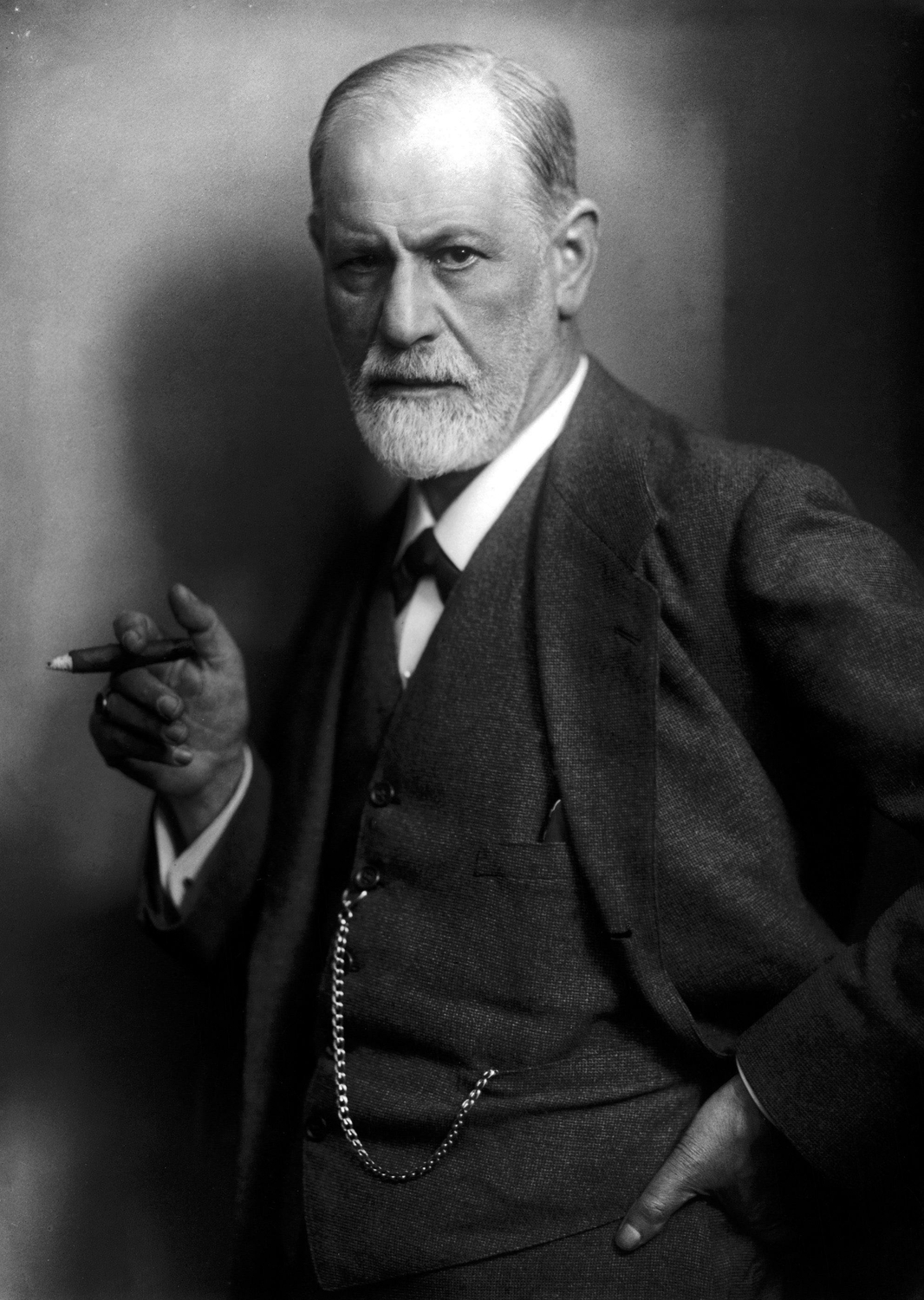
Sigmund Freud

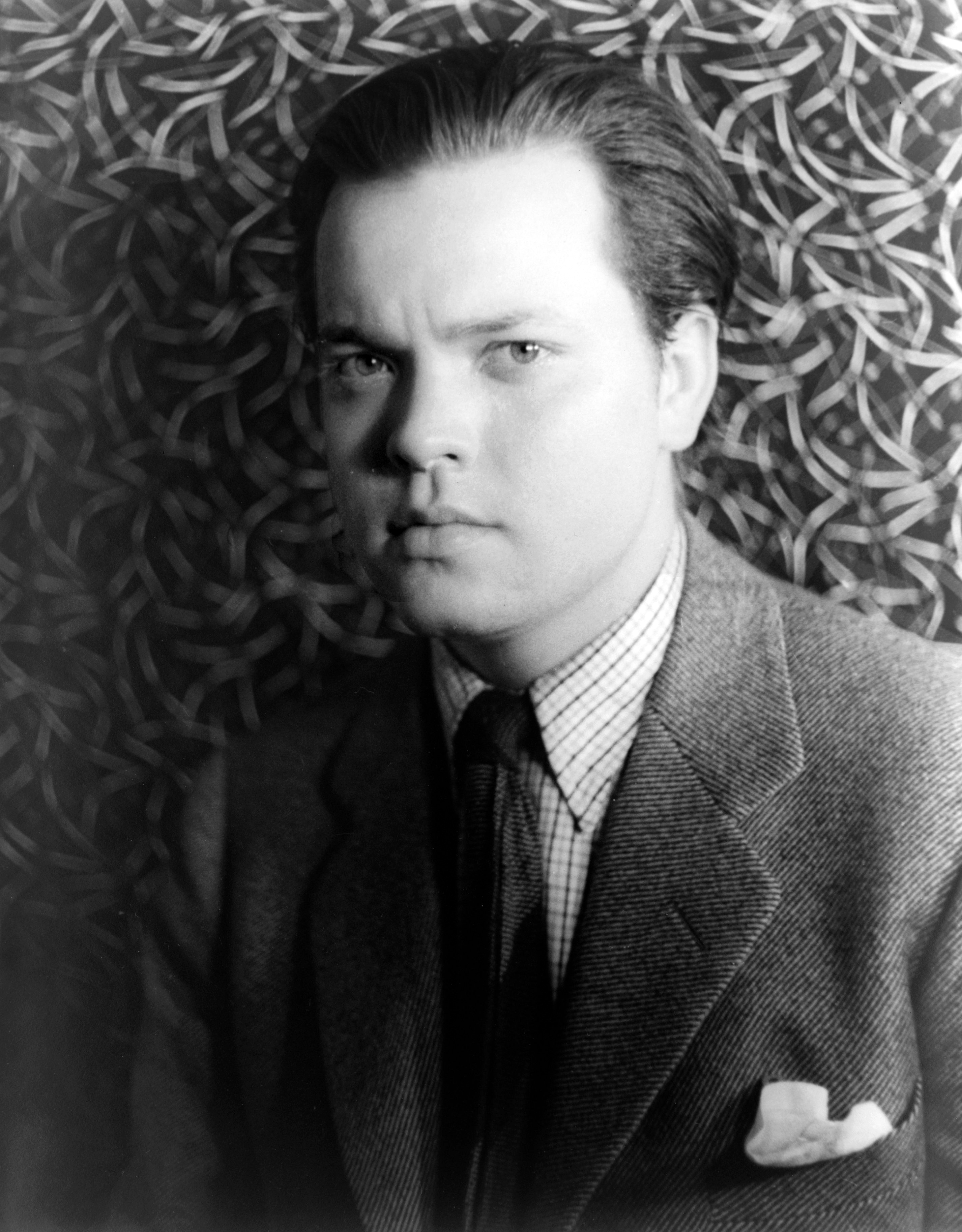
Orson Welles

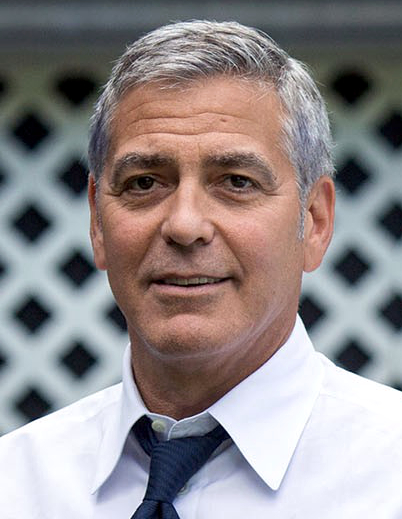
George Clooney

### Anteriores ao século XIX
- 0973 — Henrique II do Sacro Império Romano-Germânico (m. 1024).
- 1501 — Papa Marcelo II (m. 1555).
- 1688 — Maria Vitória de Noailles, condessa de Tolosa (m. 1766).
- 1574 — Papa Inocêncio X (m. 1655).
- 1758 — Maximilien de Robespierre, advogado e político francês (m. 1794).
- 1759 — François Andrieux, poeta e dramaturgo francês (m. 1833).
- 1769 — Fernando III da Toscana (m. 1824).

### Século XIX
- 1856 — Sigmund Freud, neurologista austríaco (m. 1939).
- 1871 — Victor Grignard, químico francês (m. 1935).
- 1872 — Willem de Sitter, matemático, físico e astrônomo neerlandês (m. 1934).
- 1895
  - Rodolfo Valentino, ator estadunidense de origem italiana (m. 1926).
  - Júlio César de Melo e Sousa, escritor e matemático brasileiro (m. 1974).
- 1897 — Árpád Szenes, pintor, gravurista, ilustrador e desenhista húngaro (m. 1985).
- 1899 — José Campos de Figueiredo, escritor português (m. 1965).
- 1900 — Dave Elman, escritor, locutor, compositor e comediante estadunidense (m. 1967).

### Século XX e XXI

#### 1901–1950
- 1902 — Max Ophüls, cineasta alemão (m. 1957).
- 1904 — Harry Martinson, escritor sueco (m. 1978).
- 1906 — André Weil, matemático francês (m. 1998).
- 1907 — Yasushi Inoue, escritor japonês (m. 1991).
- 1910
  - Emily Westacott, tenista australiana (m. 1980).
  - Juan Valdivieso, futebolista peruano (m. 2007).
- 1911 — Bernard Fergusson, militar, político e historiador britânico (m. 1980).
- 1913 — Stewart Granger, ator britânico (m. 1993).
- 1914 — Hermínio de Brito, futebolista brasileiro (m. ?)
- 1915
  - Orson Welles, cineasta e ator estadunidense (m. 1985).
  - George Perle, compositor e teórico musical estadunidense (m. 2009).
- 1916 — Zezé Macedo, atriz e humorista brasileira (m. 1999).
- 1918 — Zayed bin Sultan al Nahayan, político emiradense (m. 2004).
- 1919
  - André Guelfi, automobilista francês (m. 2016).
  - Alexandre de Fisterra, inventor e escritor espanhol (m. 2007).
- 1920 — Kamisese Mara, político fijiano (m. 2004).
- 1921 — Erich Fried, escritor, tradutor e ensaísta austríaco (m. 1988).
- 1923 — Josep Seguer, futebolista e treinador de futebol espanhol (m. 2014).
- 1926 — Hugolino Back, religioso parapsicólogo e escritor brasileiro (m. 2011).
- 1929 — Paul Christian Lauterbur, químico estadunidense (m. 2007).
- 1931
  - Jane Berbié, mezzo-soprano francesa.
  - Willie Mays, ex-jogador de beisebol estadunidense (m. 2024).
- 1932 — José Maria Marin, advogado, político e dirigente esportivo brasileiro (m. 2025).
- 1933 — Juanita Castro, espiã cubana-estadunidense (m. 2023).
- 1935 — José María Vidal, futebolista espanhol (m. 1986).
- 1937 — Rubin Carter, pugilista estadunidense (m. 2014).
- 1938 — Michael Löwy, sociólogo e filósofo franco-brasileiro.
- 1940 — Vito Taccone, ciclista italiano (m. 2007).
- 1941 — Ivica Osim, futebolista e treinador de futebol bósnio (m. 2022).
- 1942
  - Ariel Dorfman, escritor, professor e dramaturgo argentino.
  - Luiz Mancilha Vilela, bispo brasileiro (m. 2022).
- 1943 — Andreas Baader, guerrilheiro alemão (m. 1977).
- 1945 — Bob Seger, compositor, cantor e músico estadunidense.
- 1946
  - Luiz Mott, antropólogo brasileiro.
  - Moshe Romano, ex-futebolista israelense.
- 1947 — Alan Dale, ator neozelandês.
- 1948 — Servílio de Oliveira, ex-pugilista brasileiro.
- 1949
  - Octávio Machado, ex-futebolista e treinador de futebol português.
  - David Leestma, ex-astronauta estadunidense.
- 1950
  - Mikhail Miasnikovich, político bielorrusso.
  - Jeffery Deaver, escritor estadunidense.

#### 1951–2000
- 1951 — Samuel Kanyon Doe, político e militar liberiano (m. 1990).
- 1952
  - Michael O'Hare, ator estadunidense (m. 2012).
  - António Pinto Basto, fadista português.
  - Christian Clavier, ator, produtor e diretor francês.
- 1953
  - Tony Blair, político britânico.
  - Graeme Souness, ex-futebolista e treinador de futebol britânico.
- 1954 — Dora Bakoyannis, política grega.
- 1955 — Donald Thomas, astronauta estadunidense.
- 1958
  - Tommy Byrne, ex-automobilista irlandês.
  - Fátima Guedes, cantora e compositora brasileira.
- 1960
  - Anne Parillaud, atriz francesa.
  - Patrick Cubaynes, ex-futebolista francês.
- 1961
  - George Clooney, ator estadunidense.
  - Frans Timmermans, político neerlandês.
- 1962 — David Norman, ex-futebolista canadense.
- 1963 — Britto Júnior, apresentador de televisão e jornalista brasileiro.
- 1964
  - Andrea Chiesa, ex-automobilista suíço.
  - Tony Scalzo, músico estadunidense.
  - Lars Mikkelsen, ator dinamarquês.
- 1965
  - Leslie Hope, atriz canadense.
  - Nildo Viana, sociólogo e filósofo brasileiro.
  - An Ik-soo, ex-futebolista sul-coreano.
- 1967 — Songsit Roongnophakunsri, cantor e ator tailandês.
- 1969
  - Cláudia Liz, modelo e atriz brasileira.
  - Fernando Alves Pinto, ator brasileiro.
  - Jim Magilton, ex-futebolista e treinador de futebol britânico.
- 1970 — Mariano Closs, jornalista e narrador esportivo argentino.
- 1971 — Bryan Beller, baixista estadunidense.
- 1972
  - Fábio Augusto, ex-futebolista brasileiro.
  - Esquerdinha, futebolista brasileiro (m. 2018).
  - Óli Johannesen, ex-futebolista feroês.
  - Guilherme Weber, ator e diretor brasileiro.
- 1973
  - Joe Spiteri, ex-futebolista australiano.
  - Ferenc Horváth, ex-futebolista e treinador de futebol húngaro.
- 1974 — Romeu, ex-futebolista brasileiro.
- 1976
  - Iván de la Peña, ex-futebolista espanhol.
  - Denny Landzaat, ex-futebolista neerlandês.
  - Itamar Ben-Gvir, advogado e político israelense.
- 1977
  - André Sá, ex-tenista brasileiro.
  - Wilson Escalante, ex-futebolista boliviano.
- 1978
  - Nuno Lopes, ator português.
  - Luísa Marilac, youtuber, comunicadora, escritora e ativista LGBT brasileira.
  - Tony Estanguet, ex-canoísta francês.
- 1979
  - Gerd Kanter, atleta estoniano.
  - Jon Montgomery, piloto de skeleton canadense.
- 1980
  - Ricardo Oliveira, ex-futebolista brasileiro.
  - Brooke Bennett, nadadora estadunidense.
- 1981 — Rui Pedro Silva, atleta português.
- 1982
  - Miljan Mrdaković, futebolista sérvio (m. 2020).
  - Kênia Boaventura, cantora, compositora, atriz e apresentadora de televisão brasileira.
- 1983
  - Raquel Zimmermann, modelo brasileira.
  - Daniel Alves, ex-futebolista brasileiro.
  - Adrianne Palicki, atriz estadunidense.
  - Trinley Thaye Dorje, lama tibetano.
  - Gabourey Sidibe, atriz estadunidense.
  - Bruno Cazarine, ex-futebolista brasileiro.
  - Mehdi Ben Dhifallah, ex-futebolista tunisiano.
- 1984 — Azagaia, cantor de hip-hop moçambicano (m. 2023).
- 1985
  - Chris Paul, jogador de basquete estadunidense.
  - Salvador Durán, automobilista mexicano.
  - Gero Kretschmer, tenista alemão.
- 1986
  - Manuel da Costa, futebolista marroquino-português.
  - Francisco Massinga, futebolista moçambicano.
  - Emily Armstrong, cantora e compositora norte-americana.
- 1987
  - Romain Beynié, futebolista francês.
  - Dries Mertens, futebolista belga.
- 1988
  - Ramón, ex-futebolista brasileiro.
  - Dakota Kai, lutadora profissional neozelandesa.
  - Jani Virtanen, futebolista finlandês.
- 1989
  - Dominika Cibulková, ex-tenista eslovaca.
  - Chukwuma Akabueze, futebolista nigeriano.
  - Nanna Bryndís Hilmarsdóttir, cantora islandesa.
  - David de la Cruz, ciclista espanhol.
- 1990
  - Péter Gulácsi, futebolista húngaro.
  - Craig Dawson, futebolista britânico.
- 1991
  - Freddie Boath, ator britânico.
  - Edigar Junio, futebolista brasileiro.
  - Eduardo Brock, futebolista brasileiro.
- 1992
  - Vanesa Leiro, atriz e cantora argentina.
  - Takashi Usami, futebolista japonês.
  - Byun Baek-hyun, cantor e ator sul-coreano.
- 1993
  - Kim Da-som, cantora sul-coreana.
  - Gustavo Gómez, futebolista paraguaio.
  - Mesca, futebolista guineense.
- 1994
  - Mateo Kovačić, futebolista croata.
  - Barnabás Bese, futebolista húngaro.
  - Juan Musso, futebolista argentino.
  - Ítalo Ferreira, surfista brasileiro.
  - Im Jae-hyuk, ator sul-coreano.
- 1995
  - Isabella Santoni, atriz brasileira.
  - Marko Pjaca, futebolista croata.
  - Óscar Rodríguez Garaicoechea, ciclista espanhol.
  - Lucas Evangelista, futebolista brasileiro.
- 1997
  - Naret Promphaopun, ator, cantor e modelo tailandês.
  - Nathan Silva, futebolista brasileiro.
  - Thanasis Androutsos, futebolista grego.
- 1998 — Danilo Boza, futebolista brasileiro.
- 1999
  - Patricio O'Ward, automobilista mexicano.
  - Mauro Júnior, futebolista brasileiro.

### Século XXI
- 2002
  - Flavio Cobolli, tenista italiano.
  - Emily Alyn Lind, atriz norte-americana.
  - Cole Palmer, futebolista britânico.
- 2019 — Archie Mountbatten-Windsor, príncipe britânico.

## Mortes

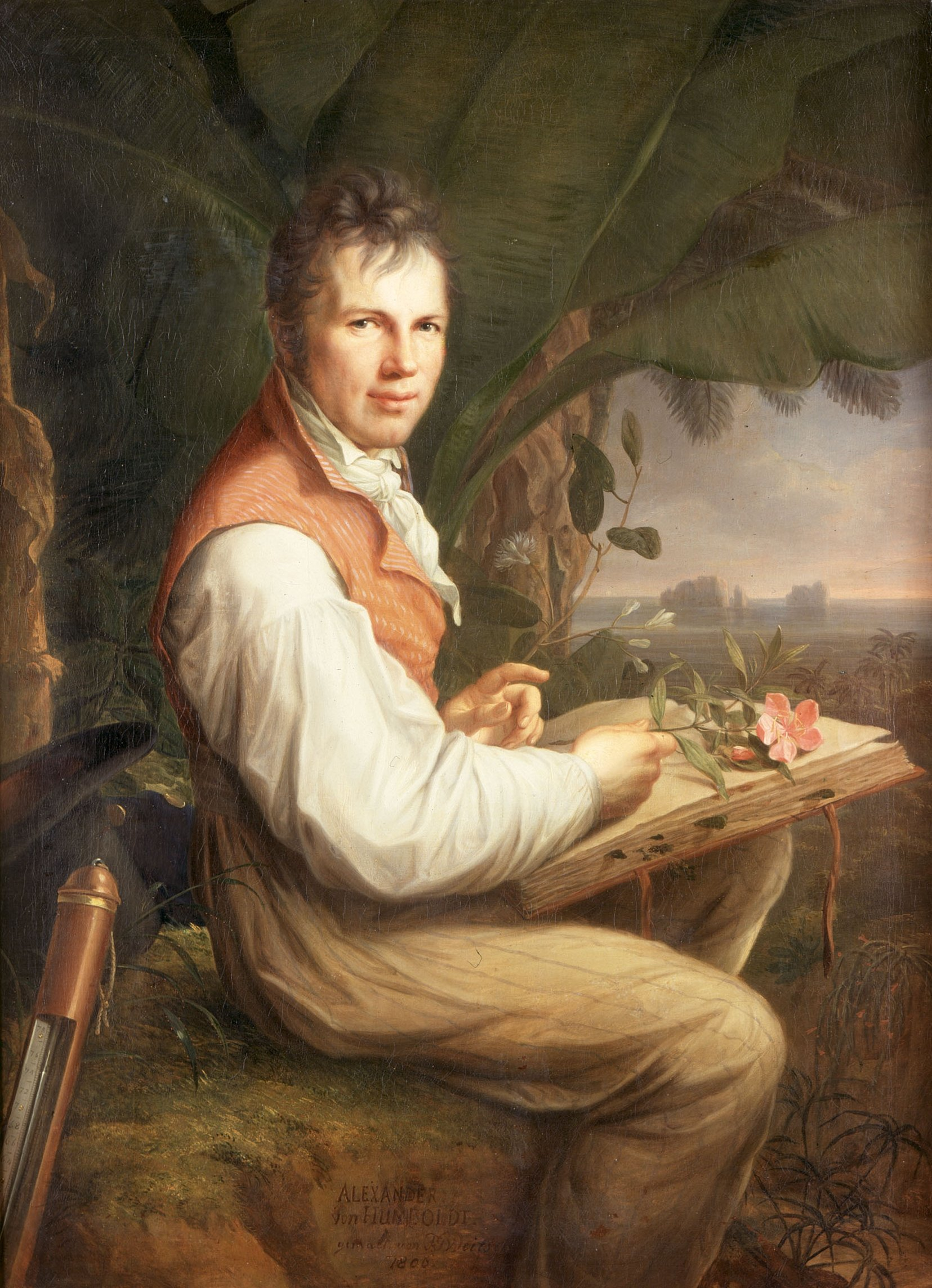
Alexander von Humboldt

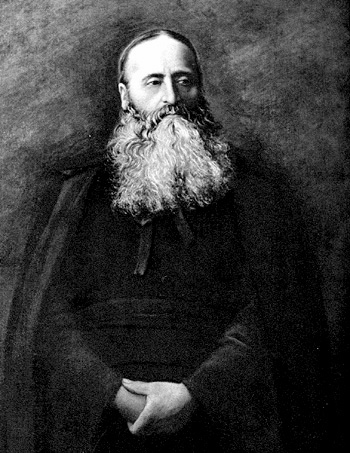
Marie-Alphonse Ratisbonne

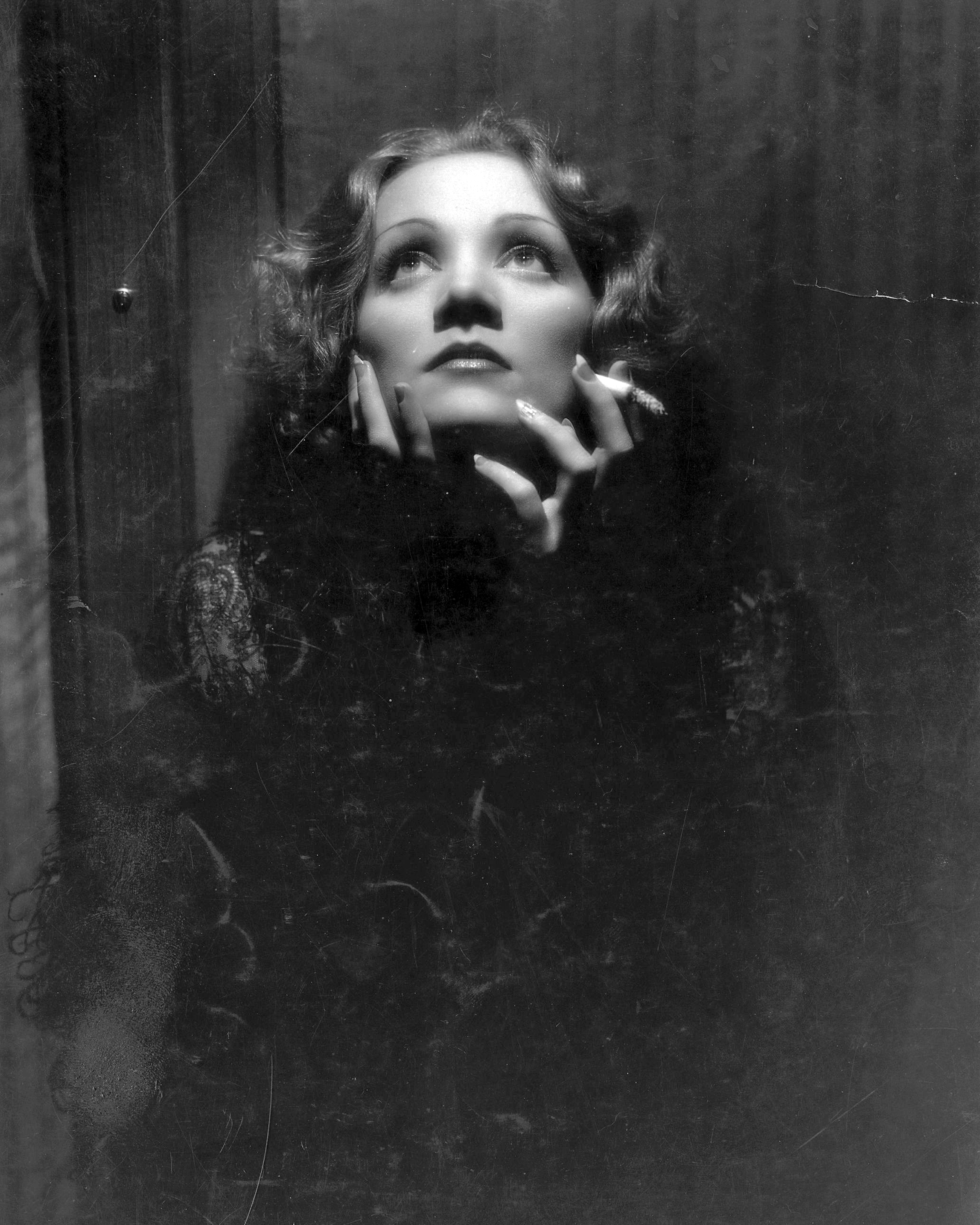
Marlene Dietrich

### Anteriores ao século XIX
- 0680 — Moáuia I, califa omíada de Damasco (n. 602).
- 1236 — Roger de Wendover, monge inglês (n. ?)
- 1737 — Barbara FitzRoy, nobre e freira inglesa (n. 1672).

### Século XIX
- 1825 — Anne Barnard, escritora de viagens, artista e socialite britânica (n. 1750).
- 1859 — Alexander von Humboldt, naturalista e explorador alemão (n. 1768).
- 1862 — Henry David Thoreau, escritor e filósofo estadunidense (n. 1817).
- 1884 — Marie-Alphonse Ratisbonne, sacerdote e missionário católico francês (n. 1814).

### Século XX
- 1910 — Eduardo VII do Reino Unido (n. 1841).
- 1952 — Maria Montessori, pedagoga italiana (n. 1870).
- 1954 — B. C. Forbes, jornalista financeiro (n. 1880).
- 1985 — Julie Vega, atriz e cantora filipina (n. 1968).
- 1992 — Marlene Dietrich, atriz alemã (n. 1901).
- 1995 — Maria Pia de Saxe-Coburgo Gotha e Bragança, escritora e jornalista portuguesa (n. 1907).

### Século XXI
- 2002 — Pim Fortuyn, político e escritor neerlandês (n. 1948).
- 2005 — Jorge Perestrelo, jornalista desportivo português (n. 1948).
- 2006 — Aluízio Alves, político brasileiro (n. 1921).
- 2007
  - Enéas Carneiro, médico e político brasileiro (n. 1938).
  - Carlos Alberto, ator brasileiro (n. 1925).
- 2009
  - Ean Evans, músico norte-americano (n. 1960).
  - Kevin Grubb, automobilista estadunidense (n. 1978).
- 2013 — Giulio Andreotti, político italiano (n. 1919).
- 2015 — Errol Brown, cantor e compositor britânico (n. 1943).
- 2016 — Miguel Rosenberg, dublador e ator brasileiro (n. 1926).
- 2021
  - Kentaro Miura, mangaká japonês (n. 1966)
  - Humberto Maturana, neurobiólogo chileno (n. 1928).

## Feriados e eventos cíclicos
- Dia da Coragem

### Brasil
- Dia Nacional da Matemática
- Dia do Cartógrafo
- Dia do Engenheiro Cartógrafo
- Aniversário do Município de Serra Talhada (Pernambuco)
- Aniversário do Município de São Paulo das Missões (Rio Grande do Sul)
- Aniversário do Município de Mandaguari (Paraná)

### Cristianismo
- Ana Rosa Gattorno
- Domingos Sávio
- Evódio de Antioquia
- Jacinto Vera
- Lúcio de Cirene

## Outros calendários
- No calendário romano era o dia da véspera das nonas de maio.
- No calendário litúrgico tem a letra dominical G para o dia da semana.
- No calendário gregoriano a epacta do dia é xxiii.